# Heterospilus testaceus
Heterospilus testaceus är en stekelart som först beskrevs av Cameron 1905.  Heterospilus testaceus ingår i släktet Heterospilus och familjen bracksteklar. Inga underarter finns listade i Catalogue of Life.